# Stade José do Rego Maciel
Le Stade José do Rego Maciel (en portugais : Estádio José do Rego Maciel), également connu sous le nom de Stade do Arruda (en portugais : Estádio do Arruda) ou encore de Mundão do Arruda, est un stade de football brésilien situé dans la ville de Recife, dans l'État du Pernambouc.
Le stade, doté de 60 044 places et inauguré en 1972, sert d'enceinte à domicile à l'équipe de football du Santa Cruz Futebol Clube.
Le stade porte le nom de José do Rego Maciel, ancien maire de la ville de Recife entre 1952 et 1955.

## Histoire
Le maire José do Rego Maciel fait don en 1955 d'un terrain au club de Santa Cruz FC. Le stade ouvre alors ses portes sur le terrain en 1972.
Il est inauguré le 4 juin 1972 lors d'un match nul 0-0 des locaux du Santa Cruz FC contre Flamengo.
Le premier but officiel au stade étant inscrit par Betinho, joueur de Santa Cruz, lors du match suivant contre l'équipe du Brésil amateure.
En plus d'accueillir tous les matchs du Tournoi pré-olympique de la CONMEBOL 1976, le stade accueille deux matchs lors de la Copa América 1989.
Le record d'affluence au stade est de 96 990 spectateurs, lors d'une victoire 6-0 de l'équipe du Brésil sur la Bolivie le 29 août 1993.
Lors d'une victoire 2-0 de l'équipe du Brésil sur l'Argentine le 23 mars 1994, Ronaldo dispute sa toute première sélection avec les Auriverde.

## Événements
- 21 janvier - 1er février 1976 : Tournoi pré-olympique de la CONMEBOL 1976 (15 matchs)

### Matchs internationaux de football
| Date           | Compétition                  | Équipes            | Score | Affluence |
| -------------- | ---------------------------- | ------------------ | ----- | --------- |
| 9 juillet 1989 | Copa América 1989            | Colombie — Pérou   | 1-1   | 60 000    |
| 9 juillet 1989 | Copa América 1989            | Brésil — Paraguay  | 2-0   | 76 800    |
| 29 août 1993   | Qualifs. Coupe du monde 1994 | Brésil — Bolivie   | 6-0   | 96 990    |
| 23 mars 1994   | Match amical                 | Brésil — Argentine | 2-0   | 90 200    |

### Concerts
| Paul McCartney | 21 & 22 avril 2012 | On the Run Tour |
| Bon Jovi       | 29 septembre 2019  | Tour 2019       |

## Galerie

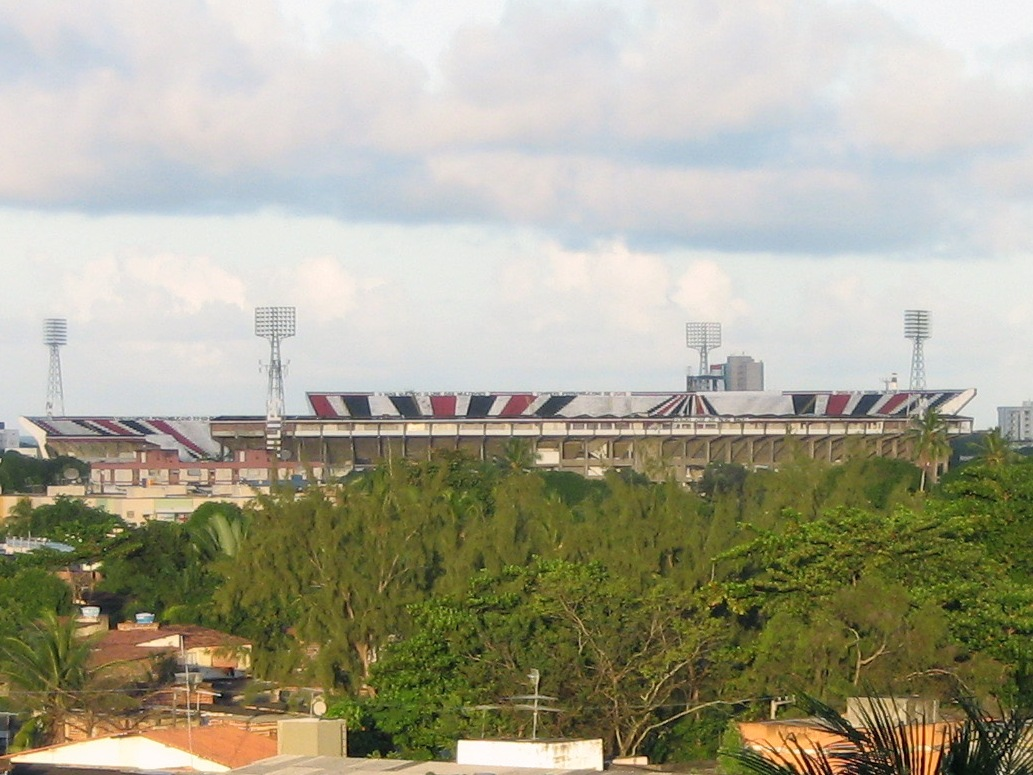
Stade vu de l'extérieur
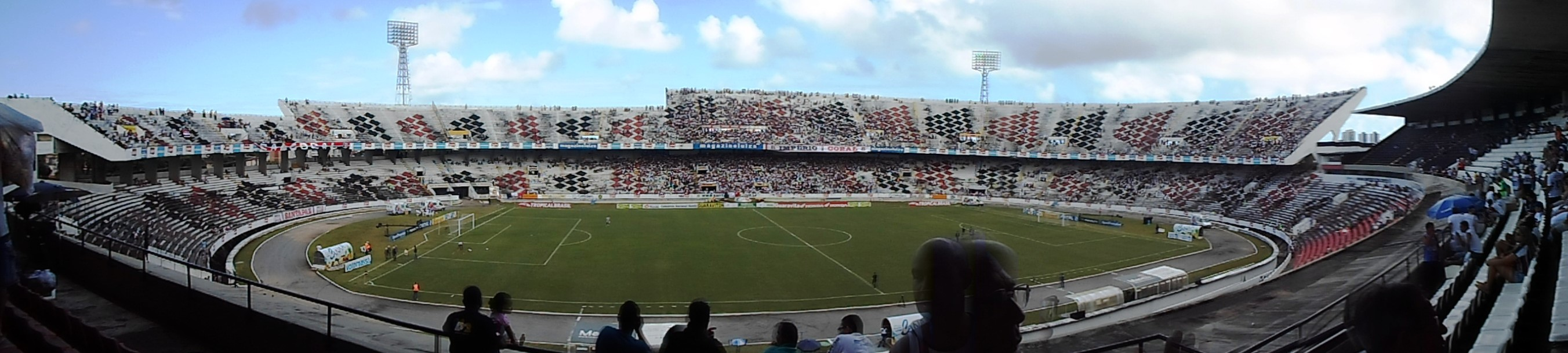
Vue panoramique du stade